# Fraomar
Fraomar (lat. Fraomarius) war kurzzeitig von 370 bis 371 alamannischer Gaukönig der Bucinobanten. 
Im Jahr 370 schlug ein Versuch des römischen Kaisers Valentinian I. fehl, den König der Bucinobanten Makrian mit Hilfe der Burgunden gefangen zu nehmen. An seiner statt wurde Fraomar als König eingesetzt, er konnte sich bei den Bucinobanten aber nicht durchsetzen, so dass die Römer dem früheren König Makrian im Jahre 371 schließlich doch einen Bündnisvertrag gewähren mussten. Fraomar wurde stattdessen ins römische Heer aufgenommen und als Militärtribun für die alamannischen Truppen (tribunus numeri Alamannorum) nach Britannien geschickt.